# McCann (azienda)
McCann (per molti decenni McCann Erickson e dal 1997 McCann Worldgroup) è un'agenzia pubblicitaria statunitense con filiali in 120 paesi. McCann appartiene al gruppo Interpublic Group of Companies, una delle quattro maggiori holding pubblicitarie del mondo.

## Storia
Alfred Erickson aveva fondato The Erickson Company a New York nel 1902.
Harry McCann, insieme a quattro soci, aveva dato vita alla The H. K. McCann Company nel 1912, con il motto "Truth Well Told". Nel 1927 aveva aperto filiali a Parigi, Berlino e Londra.
Nel 1930 le due agenzie si fusero per formare la McCann Erickson. Nel 1935 vennero aperte le prime filiali sudamericane, a Buenos Aires e Rio de Janeiro.
Nel 1957 la McCann Erickson fu la prima agenzia pubblicitaria americana a raggiungere un fatturato di cento milioni di dollari USA in annunci radiotelevisivi. Nel 1959 vennero aperte le succursali in Australia, Italia, Svizzera e Paesi Bassi.
Nel 1960 le dimensioni raggiunte dall'agenzia imposero una riorganizzazione interna: l'azienda venne divisa in quattro unità operative indipendenti, facenti capo alla McCann Erickson, Inc., che l'anno successivo divenne la Interpublic Group. Nel frattempo era stato aperto anche l'ufficio giapponese dell'agenzia.

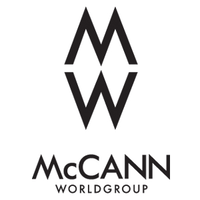
McCann Worldgroup logo

Nel 1973 la McCann Erickson International e la McCann Erickson US si unificarono nella McCann Erickson Worldwide.
La McCann Erickson è stata proclamata "Global Agency of the Year" dal periodico Adweek nel 1998, nel 1999, e nel 2000.

### McCann Worldgroup
Nel 1997 è stato creato il McCann Worldgroup composto da McCann Erickson Worldwide (pubblicità), Universal McCann (ricerche di mercato, pianificazione e acquisto spazi) e da altre società che attualmente sono la MRM//McCann (pubblicità telematica diretta e interattiva) , la Momentum Worldwide (total brand experience), la McCann Healthcare Worldwide (comunicazione sanitaria), la Weber Shandwick (pubbliche relazioni e comunicazione) e la FutureBrand (elaborazione marchi).

## Campagne famose
L'agenzia ha creato alcune delle più note campagne pubblicitarie del XX secolo.
Nel 1964 la McCann Erickson ha ideato la campagna della Esso ricordata per lo slogan "Put a Tiger in Your Tank", tradotto in italiano "Metti un tigre nel motore", utilizzando il maschile per sottolineare la forza dell'animale (e la potenza del carburante). Le vendite salirono e la rivista Time proclamò il 1964 l'"anno della tigre".
La McCann Erickson ha curato la campagna della Coca-Cola con lo slogan "It's The Real Thing" ("quella vera"), che comprendeva in particolare il famoso filmato del 1971 "Hilltop", girato in Italia, in cui un coro di ragazzi cantava il jingle "I'd Like to Buy the World a Coke", tradotto in italiano Vorrei cantare insieme a voi. La canzone fu riscritta per essere incisa su disco con il titolo inglese "I'd Like to Teach the World to Sing (In Perfect Harmony)" e quello italiano Come vorrei un mondo che cantasse insieme a me e successivamente ha anche elaborato la pubblicità del Cornetto Algida.
Nel 1975 l'agenzia McCann Erickson creò il logo moderno dell'AVIS, l'organizzazione di volontariato dedita alla raccolta di sangue da donatori volontari.
In anni più recenti, la agenzia ha ideato la campagna della MasterCard con lo slogan "Ci sono cose che non si possono comprare, per tutto il resto c'è Mastercard".
La McCann Erickson ha infine curato le campagne "Gold Blend couple" per il Nescafé, andata in onda dal 1987 al 1993, e quella con George Clooney per Nespresso.

## Nella cultura di massa
Nella prima stagione della serie televisiva Mad Men compare un funzionario della McCann Erickson che dimostra interesse nel portar via Don Draper dalla Sterling Cooper. Il tentativo fallisce, ma la McCann figura come concorrente della Sterling Cooper per buona parte della serie. La Sterling Cooper e la controllante Putnam, Powell and Lowe, vengono acquisite dalla McCann, spingendo Don Draper a fondare una nuova agenzia anziché far parte di quella che definisce una "fabbrica di salsicce".

## Collaboratori illustri
Sono stati collaboratori della McCann Theodor Seuss Geisel, meglio noto come Dr. Seuss ed il fratello del presidente americano Ronald Reagan, Neil Reagan, che fu vicepresidente della McCann Erickson. Anche l'artista Tom of Finland iniziò a lavorare negli anni sessanta come art director nella filiale finlandese dell'agenzia. A passare per essa fu poi anche il futuro regista Sebastián Borensztein, figlio dell'attore comico Tato Bores. Anche il conduttore tv Gerry Scotti lavorò per la sede italiana dell'agenzia, prima di passare alla radio e alla televisione.